# Château d'Aunay-les-Bois
Ne doit pas être confondu avec Château d'Aunay.
Cet article possède un paronyme, voir Château d'Aunoy.
Le château d'Aunay-les-Bois est une demeure de la fin du XVIe siècle qui se dresse sur le territoire de la commune française d'Aunay-les-Bois, dans le département de l'Orne, en région Normandie. Le château, détruit par un incendie en 2021, est partiellement inscrit aux monuments historiques.

## Localisation
Le château est situé, à 1 km à l'ouest de la commune d'Aunay-les-Bois et à 2 km à l'est de la commune d'Essay, dans le département français de l'Orne.

## Historique
Le château est reconstruit entre 1560 et 1590 par René de Bonvoust, ardent ligueur. Il fut la possession des marquis de Bonvoust jusqu'à la fin du XVIIIe siècle.
Le château est détruit par un incendie dans la nuit du 7 au 8 décembre 2021. Un nouvel incendie se déclare dans la nuit du 15 au 16 septembre 2022, détruisant la tour qui avait échappé partiellement au premier incendie. Le bâtiment n'étant pas assuré, un appel aux dons est envisagé.

## Description
Le château d'Aunay-les-Bois se présente sous la forme d'un vaste corps de logis et était couvert d'un immense toit pyramidant et flanqué d'étroits pavillons carrés. En 1998, il était entre les mains du comte de Romanet de Beaune, descendant des Bonvoust.

## Protection aux monuments historiques
Les façades et les toitures sont inscrites au titre des monuments historiques par arrêté du 22 juillet 1971.